# Oracle Team USA

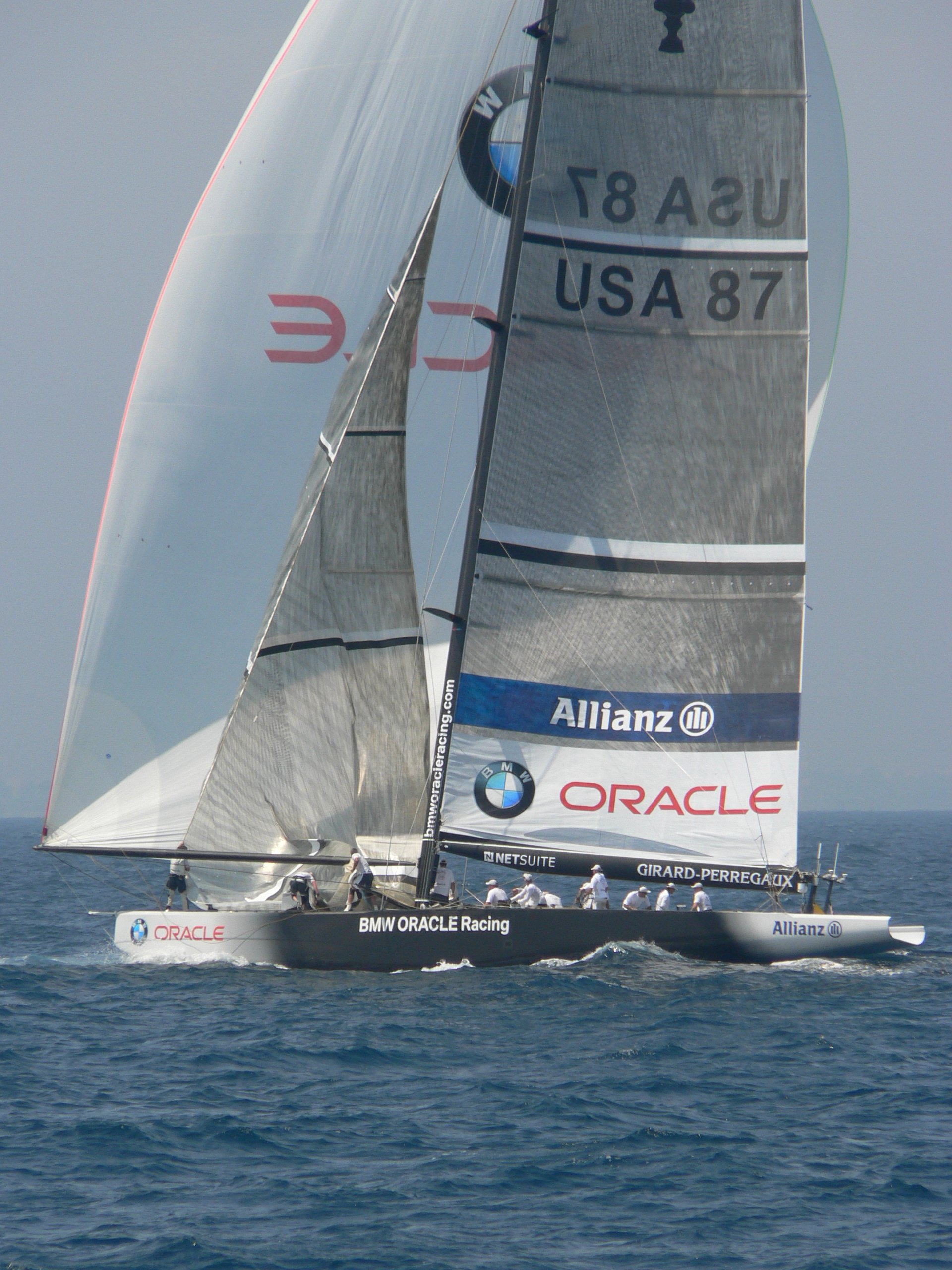
El USA 87, yate monocasco utilizado en la Copa América de 2007.

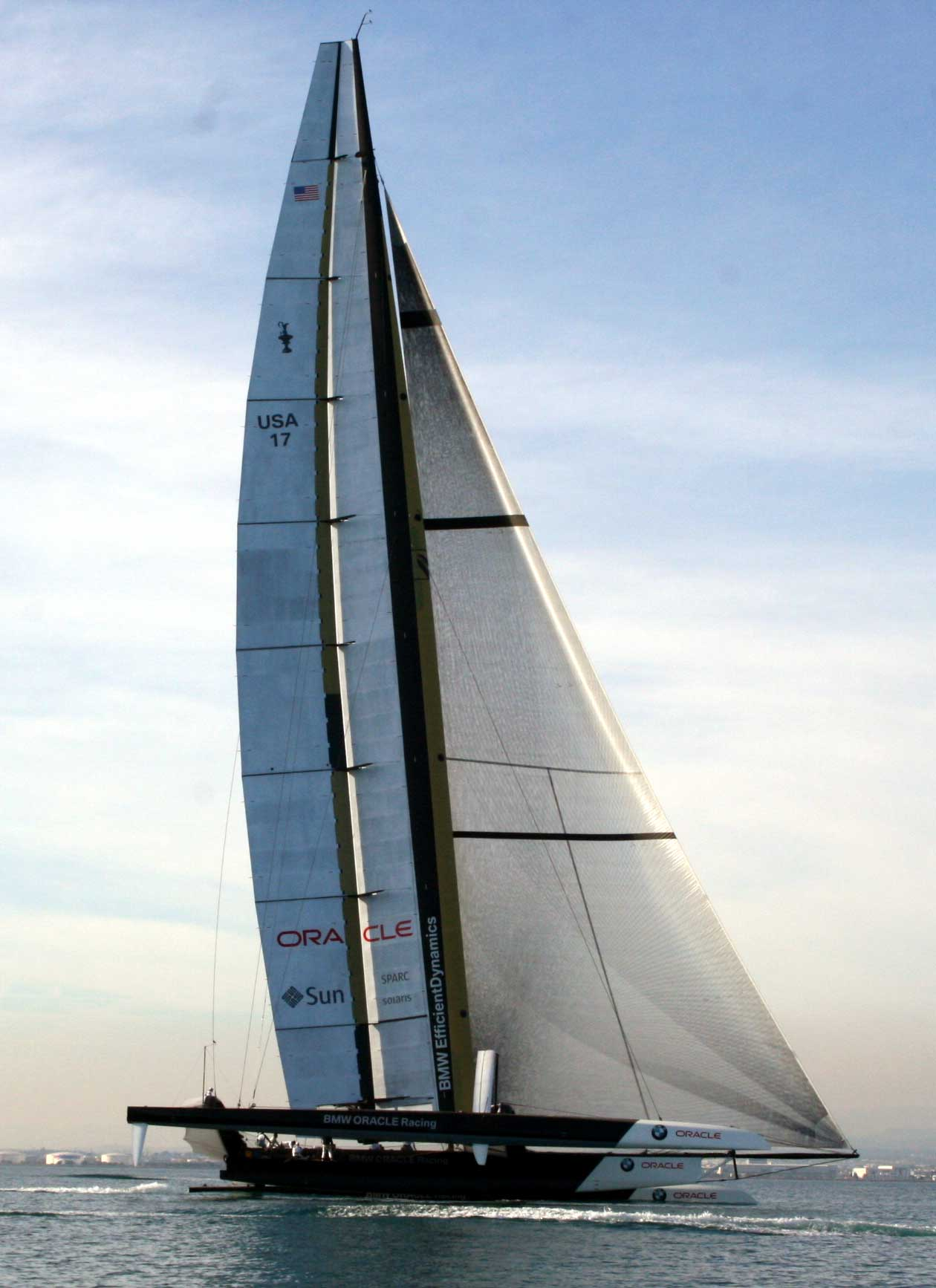
El USA 17, yate trimarán utilizado en la Copa América de 2010.

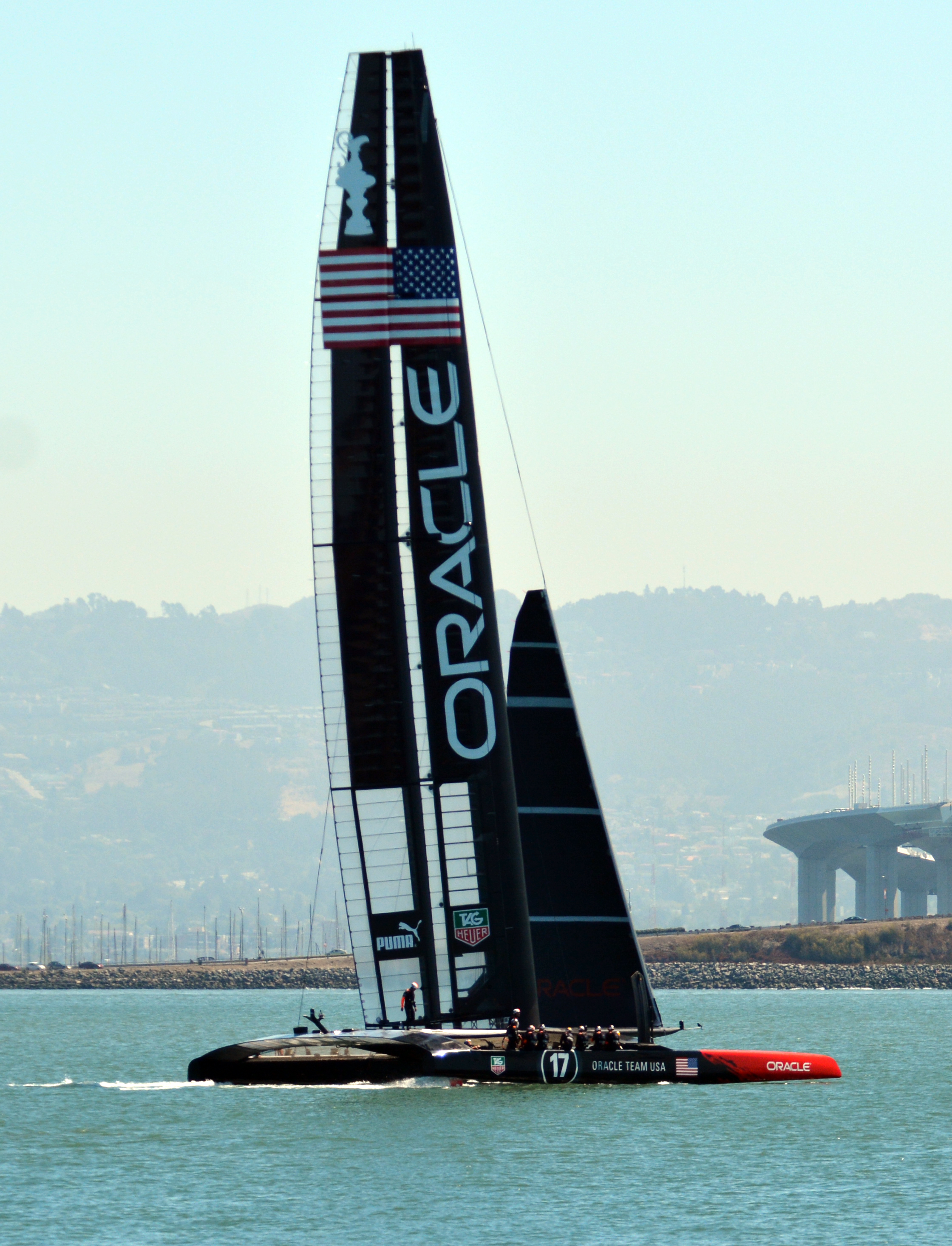
El 17, yate catamarán utilizado en la Copa América de 2013.

El Oracle Team USA es un equipo de vela del Club de Yates Golden Gate.
Se creó en el año 2000 con el nombre de Oracle Challenge, basado en el nombre que la compañía Oracle Corporation, fundada por el armador del equipo, Lawrence J. Ellison, y compitió en la Copa América de 2003. En agosto de 2004 cambió de nombre a Oracle BMW Racing, y, posteriormente a BMW Oracle Racing (BOR) debido al Patrocinio de la marca comercial BMW, y compitió en las ediciones de Copa América 2007 y Copa América 2010. En diciembre de 2010, tras finalizar el contrato de patrocinio con BMW, adoptó su denominación actual de Oracle Team USA, con el que compitió en la edición de 2013 y con el que defiende la Copa en la edición de 2017.

## Historia

### 2003
El equipo se formó en el año 2000 para representar al Club de Yates Golden Gate en la Copa América de 2003. En un principio tenían previsto representar al Club de Yates St. Francis, pero al negar este club algunas de las exigencias del armador del equipo, Lawrence J. Ellison, cambiaron de club y pasaron a arbolar la grímpola del Club de Yates Golden Gate. Ellison, que ha hecho su fortuna con la base de datos Oracle, se presentó con un presupuesto de 95 millones de dólares y el equipo se inició comprando los barcos y equipamiento utilizados por el sindicato americano AmericaOne de Paul Cayard que perdió la final de la Copa Louis Vuitton del 2000 contra el Luna Rossa. El puesto de patrón en esa edición anduvo cambiando de regata en regata entre Paul Cayard, Chris Dickson y Peter Holmberg.
Barcos (Clase Internacional Copa América):
- USA 49
- USA 50
- USA 54
- USA 61
- USA 71
- USA 76

### 2007
En la edición de 2007, BMW Oracle Racing fue el Challenger-of-Record. Perdió en las semifinales de la Copa Louis Vuitton ante Luna Rossa Challenge por 5-1. El patrón era Chris Dickson, mientras que el caña del Luna Rossa era James Spithill.
Barcos (Clase Internacional Copa América):
- USA 71
- USA 76
- USA 87
- USA 98

### 2010
Al término de la edición de 2007 y de cara a disputar la edición de 2010 el armador, Lawrence J. Ellison, contrató a Russell Coutts como director del equipo y a James Spithill de patrón. Contó con un multicasco (trimarán) de 113,3 pies de eslora (34,5 m) y 90 pies de línea de flotación (27,4 m), con un palo de 185 pies (56 m) denominado USA 17, pero también conocido como BMW Oracle Racing 90 o BOR90. Fue construido por Core Builders y botado el 22 de agosto de 2008 en Anacortes, Condado de Skagit (Washington).
Venció al equipo suizo de la Sociedad Náutica de Ginebra, recuperando la Copa para los Estados Unidos de América después de 15 años.
Barcos (90 pies):
- USA 17 (BOR90)

### 2013
En la Copa América 2013 el director y el patrón del equipo continuaron siendo Russell Coutts y James Spithill. En la sexta regata cambiaron de táctico y Ben Ainslie sustituyó a John Kostecki. Ganaron al equipo del Real Escuadrón de Yates de Nueva Zelanda, el Team New Zealand, en una épica remontada por 9 regatas a 8 para conservar la Copa.
Barcos (AC72):
- 17
- Oracle Team USA 17

### 2017
En la Copa América 2017 compite con el yate "17", de la clase AC50, y su tripulación de 6 personas incluye a James Spithill (timonel), Tom Slingsby (táctico), y 4 regatistas más entre los que se encuentran Kyle Langford, Sam Newton, Cooper Dressler, Louis Sinclair, Kinley Fowler, Graeme Spence y Ky Hurst.